# Esquirol volador pigmeu
Els esquirols voladors pigmeus (Petaurillus) són un gènere d'esquirols originaris de Malàisia. Es tracta dels esquirols voladors més petits que hi ha. Fan 6,8–8,9 cm de llargada, sense comptar la cua, que mesura 6,2–9,8 cm. Les tres espècies d'esquirols voladors pigmeus són animals nocturns i arborícoles. Com que se sap molt poca cosa sobre el seu estil de vida, la Unió Internacional per a la Conservació de la Natura (UICN) les classifica totes com a espècies amb «dades insuficients».